# Le mur des je t’aime
Koordinaten: 48° 53′ 5,5″ N, 2° 20′ 18,9″ O

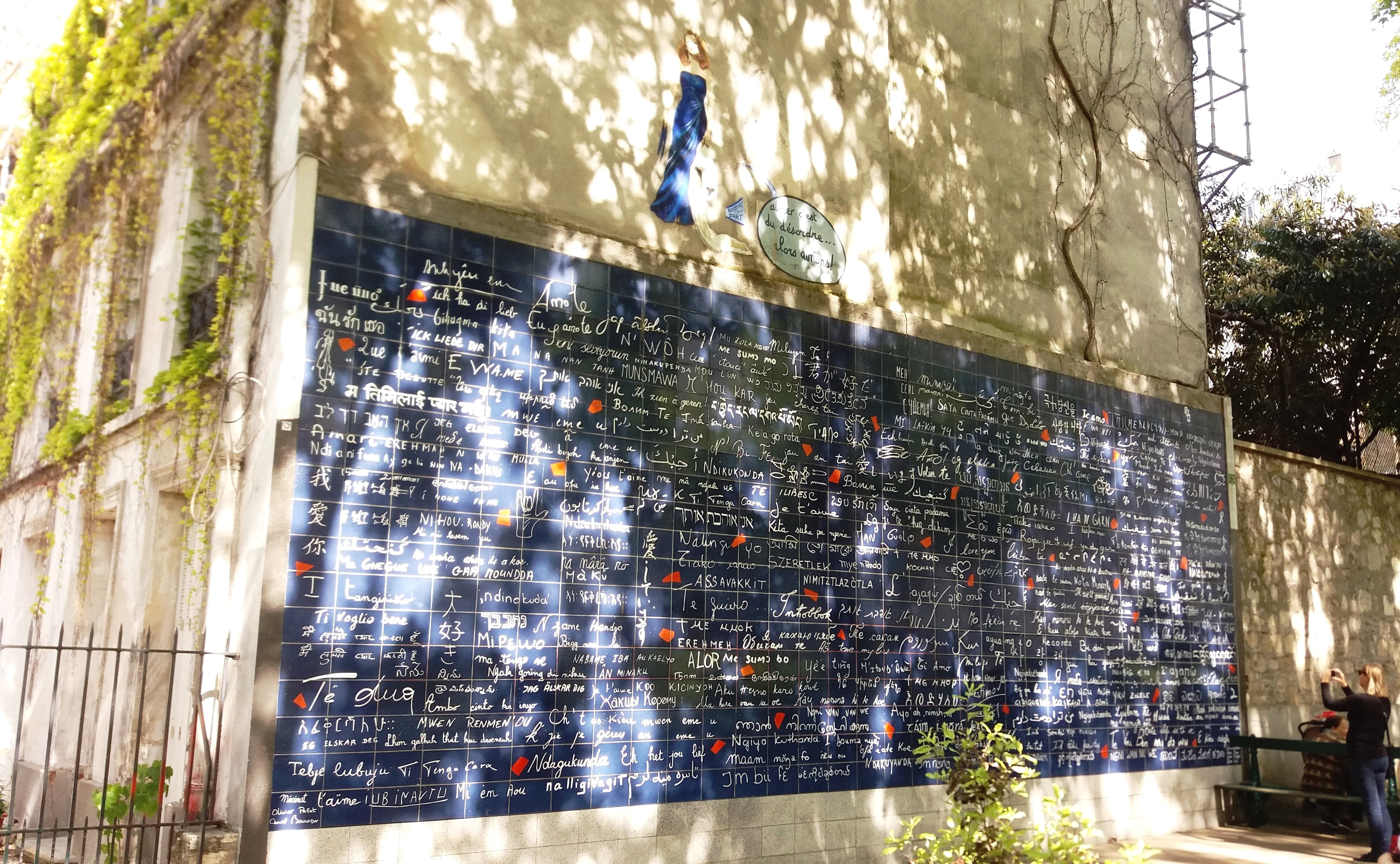
Le mur des je t’aime am Montmartre

Le mur des je t’aime (deutsch: Die „Ich-liebe-Dich“-Mauer) ist eine künstlerisch gestaltete Mauer am Montmartre in der französischen Hauptstadt Paris. Das Kunstwerk ist der Liebe gewidmet: Der Schriftzug „Ich liebe Dich“ ist hier in über 300 Varianten und 250 Sprachen der Welt zu finden. Seit ihrer Errichtung im Jahr 2000 entwickelte sich Le mur des je t’aime zu einer viel besuchten Touristenattraktion.

## Geschichte
Der aus Paris stammende Sänger Frédéric Baron, ein Fan von Phileas Fogg, hatte ursprünglich die Idee, in Anlehnung an Jules Vernes Reise um die Erde in 80 Tagen mit 80 verschiedenen Versionen des Satzes „Ich liebe Dich“ eine Reise um die Welt darzustellen. Er selbst sammelte ab 1992 auf den Straßen und Plätzen von Paris viele Beispiele. Sein Bruder, der als Seemann viel herumkam, brachte ihm von seinen Reisen neue Varianten aus fernen Ländern mit. Auch ausländische Nachbarn, Freunde und Bekannte bat Baron um Hilfe und wandte sich außerdem an die Auslandsvertretungen vieler Staaten, um weitere Versionen des Satzes zu erhalten. So entstand im Laufe der Jahre eine Sammlung der Liebeserklärung in unterschiedlichsten Sprachen, Dialekten und Schriften, die drei Ordner mit tausend verschiedenen Schriftzügen umfasste.
Frédéric Baron beauftragte die Kalligraphin Claire Kito, die gesammelten Schriftzüge künstlerisch zu bearbeiten und sie zu arrangieren. Während ihrer Zusammenarbeit entstand die Idee, das Projekt anders als ursprünglich geplant nicht auf Papier, sondern auf einer Mauer zu verwirklichen. Daniel Boulogne, ein auf die Bemalung von Wänden spezialisierter Künstler, begeisterte sich ebenfalls für das Projekt und war an seiner Verwirklichung beteiligt.

## Beschreibung

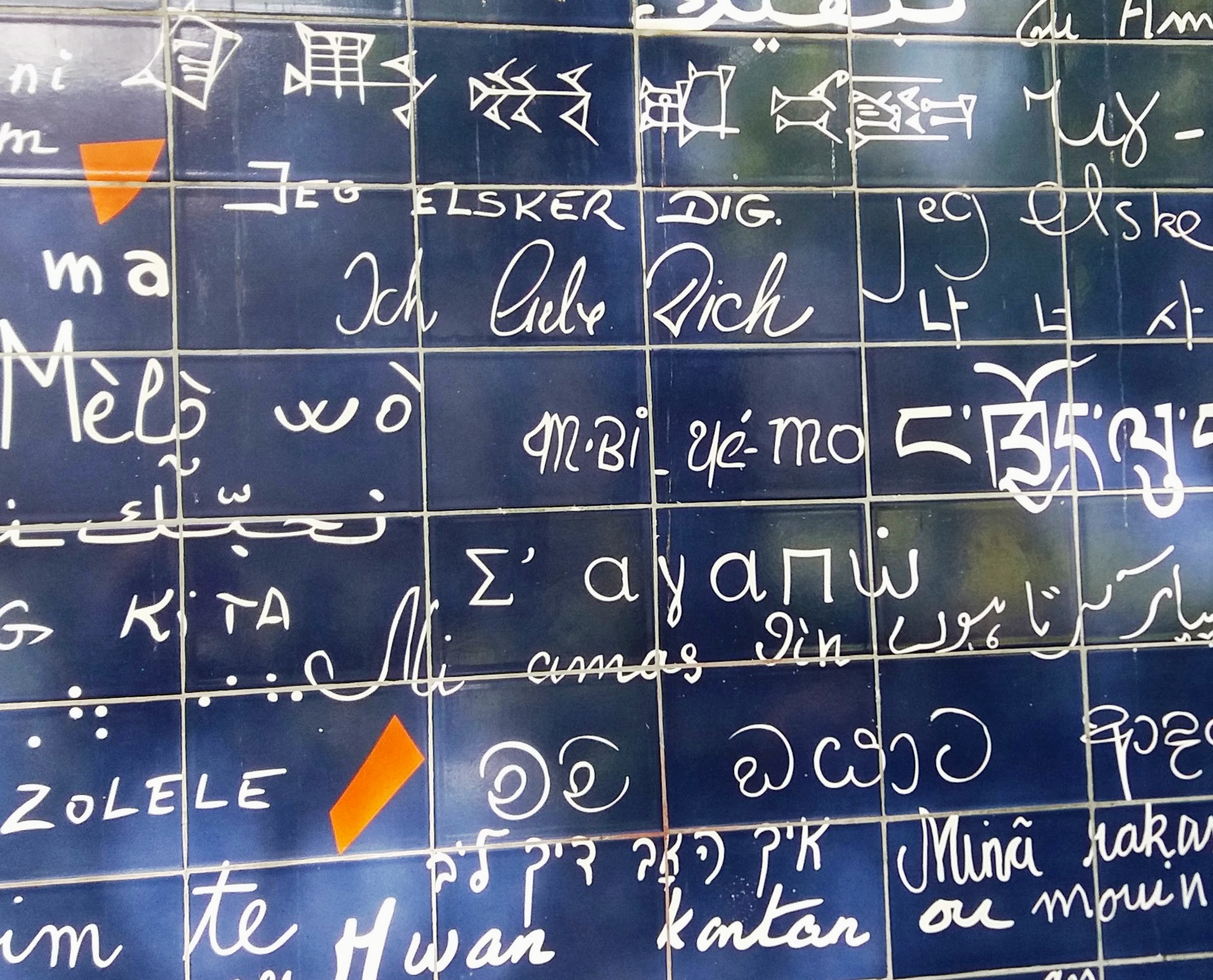
Detail der „Ich-liebe-Dich“-Mauer

Das Kunstwerk entstand im Jahr 2000 an der östlichen Fassade eines älteren Wohnhauses am Montmartre. Insgesamt 612 rechteckige, dunkelblau emaillierte Platten wurden dafür in achtzehn waagerechten Reihen übereinander angeordnet. Die Platten sollen durch ihr exaktes A4-Format an die Papierbögen erinnern, auf denen Frédéric Baron die Sätze ursprünglich sammelte. Die „Ich-liebe-Dich“-Wand bedeckt eine Fläche von vierzig Quadratmetern; sie ist vier Meter hoch und zehn Meter breit.
Auf dem blauen Untergrund sind 311 leuchtend weiße Schriftzüge mit der Liebeserklärung „Ich liebe Dich“ in 250 Sprachen, Dialekten und verschiedenen Schriften zu finden. In der obersten Reihe ist noch Platz für weitere Schriftzüge. Zwischen den weiß geschriebenen Liebeserklärungen sollen unregelmäßig eingestreute leuchtend rote Farbflecken Stücke gebrochener Herzen darstellen, ein Symbol für die zersplitterte Menschheit, die durch die Kraft der Liebe wieder vereint werden soll. In der unteren rechten Ecke der Mauer sind die Namen der drei Künstler zu finden, in der linken unteren Ecke die Namen zweier Sponsoren.
Le mur des je t’aime wird von einer kleinen städtischen Grünfläche mit Ziersträuchern und einigen Schatten spendenden Laubbäumen umrahmt. Unmittelbar vor dem Kunstwerk gibt es eine kleine befestigte freie Fläche mit einigen Bänken.

## Rezeption
Nach seiner Fertigstellung entwickelte sich das Kunstwerk rasch zu einer Attraktion für Parisbesucher aus aller Welt. Hochzeitspaare und frisch Verliebte, aber auch Einzelpersonen und Reisegruppen stehen oder sitzen vor der Mauer und suchen die Liebeserklärung in ihrer eigenen Sprache, um sich dann vor dem Kunstwerk – möglichst genau vor „ihrem“ Schriftzug – fotografieren zu lassen oder dies mithilfe eines Selfie-Sticks selbst zu tun.
Eine Besichtigung der „Ich-liebe-Dich“-Mauer ist inzwischen auch fester Bestandteil von organisierten Stadtführungen; sie wird auf Stadtplänen und in gedruckten Reiseführern als Sehenswürdigkeit aufgeführt. Auch Merchandising-Produkte wie Poster, Postkarten, Schreibhefte, Stifte, Spiegel und individuelle Fotomontagen sind in großer Auswahl erhältlich.
Weltweit berichteten Presse, Radio und Fernsehen über die neue Touristenattraktion in Paris.

## Standort

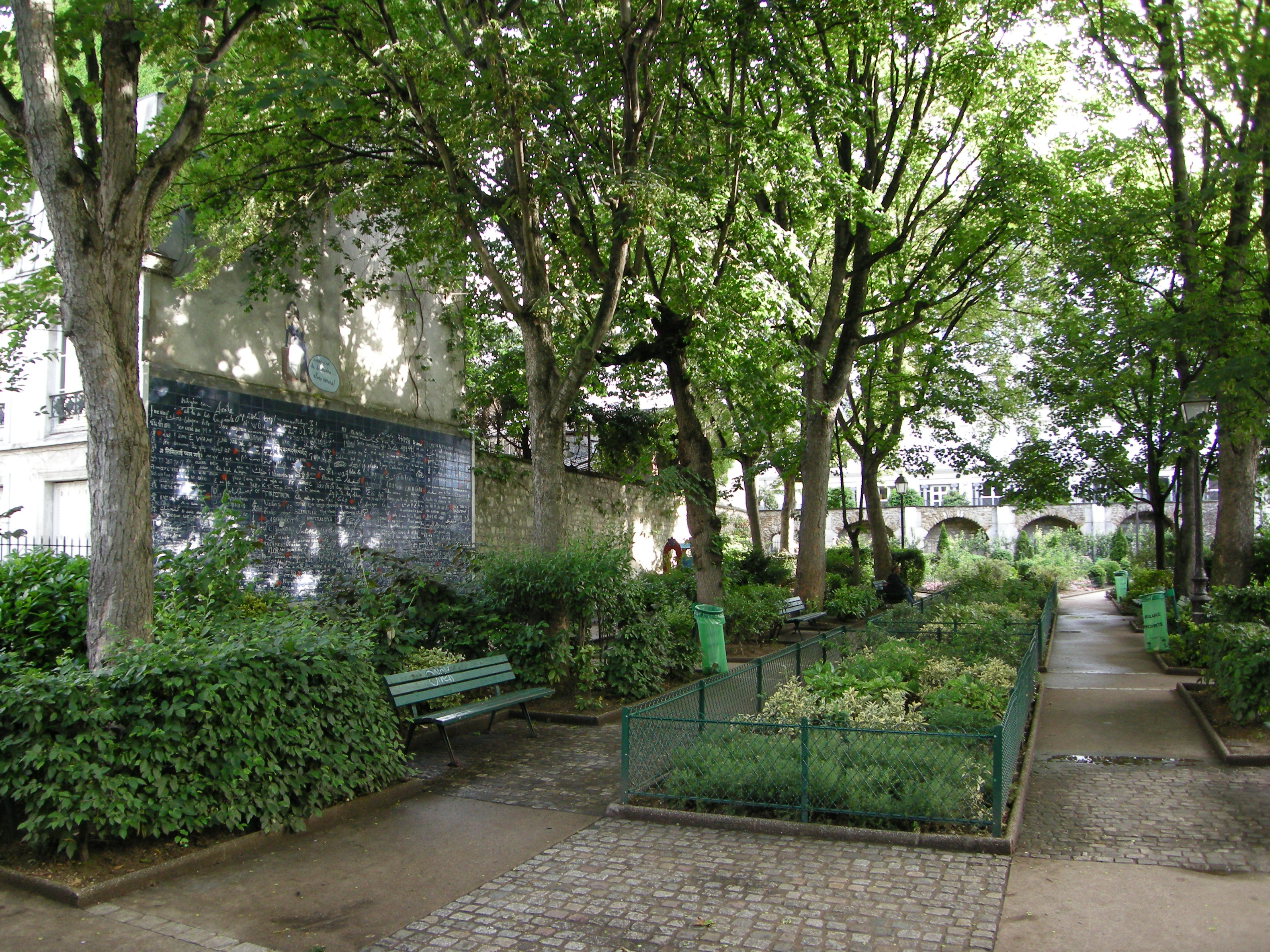
Grünfläche Square Jehan Rictus

Le mur des je t’aime befindet sich an der Adresse Square Jehan Rictus, Place des Abbesses etwa 100 m nördlich der Metrostation Abbesses im 18. Arrondissement Montmartre. Sie ist mit der Métrolinie 12 bequem zu erreichen und frei zugänglich.